# 앨버트 그랜

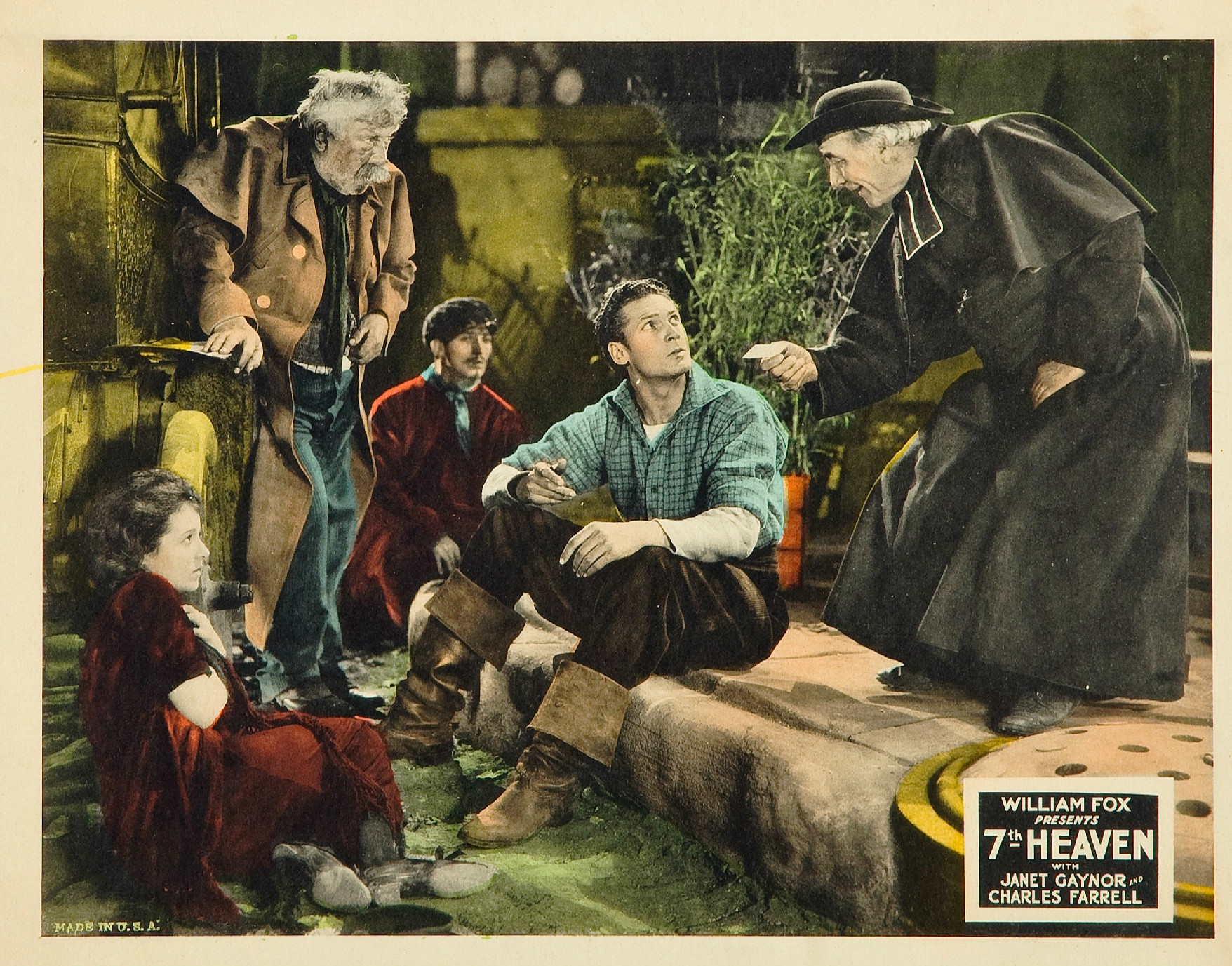

앨버트 그랜(Albert Gran, 1862년 8월 4일 ~ 1932년 12월 16일)은 미국의 영화배우이다.
베르겐에서 태어났으며 로스앤젤레스에서 교통사고로 사망하였다.

## 영화
- 건방진 꼬마 (1931년)
- 키스 미 어게인 (1930년)
- 플로우 스루 (1930년)
- 쇼 오브 쇼 (1929년)
- 브로드웨이의 황금광들 (1929년)
- 네 아들 (1928년)